# Johan Gielen

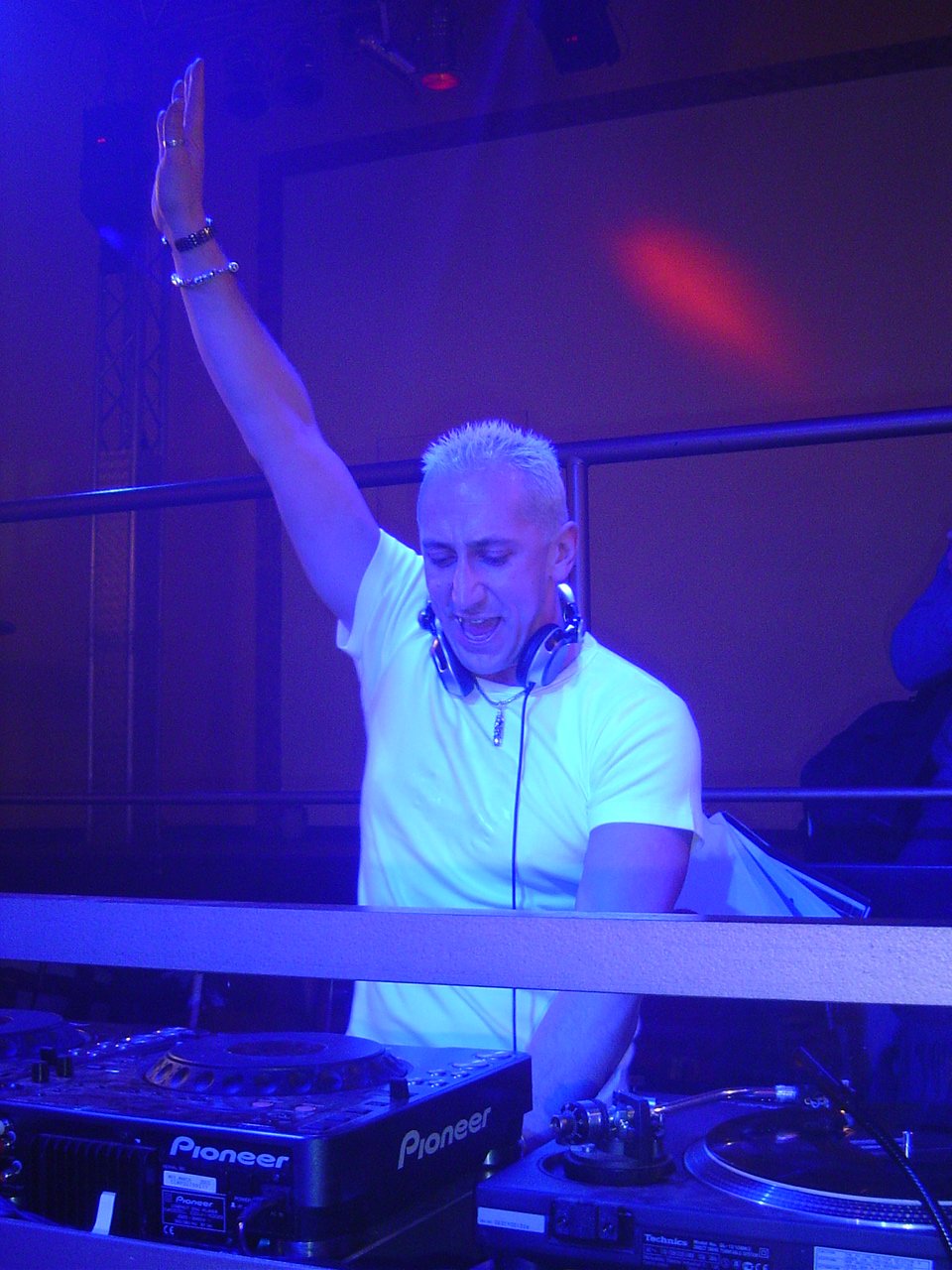
Johan Gielen

Johan Gielen är född den 23 februari 1968 i den belgiska orten Mol.
Han är en världskänd tranceartist och DJ.
Johan Gielen började sin karriär som 17-åring I sitt hemland Belgien, och har under de senaste 15 åren byggt upp sitt kändisskap över världen som DJ i Japan, Australien, Tyskland, Spanien, Nederländerna, Belgien, England, Nordirland, Israel och nu även som DJ på ”Club Gorgeus” i Köpenhamn, Danmark.
Förutom att vara DJ, är Johan en väldigt framgångsrik musikproducent inom trancemusik. Tillsammans med sin partner Sven Maes har de framfört kända mixar från med gruppnamn som Airscape, Balearic Bill, Des Mitchell, Abnea, Svenson & Gielen. De är också välkända för sin förmåga att mixa låtar som hörs på skivor från Chicane, Delerium, Vengaboys, Tiësto, Scooter, Boy George. 
Sina talanger har de även visat genom att skapa en singel åt Alice DeeJay.
Efter att ha värmt upp partyfolket på lördagsnätter under två år via sina radiosändningar ”Lift Off” på ID&T, beslutade han att lämna radiostationen till fördel för ”Fresh FM” där han sänder ut en show som kallas ”In Session”, varje lördag klockan 21.00 till 23.00 CET.

## Album (Solo)
- 2006 Revelations

## Singlar (Solo)
- 2005 Flash
- 2005 Dreamchild
- 2005 Show Me What You Got
- 2006 Physical Overdrive
- 2007 Revelations